# M109 (棒旋星系)
梅西耶109（簡稱M109，亦稱NGC 3992）是一個位於大熊座的棒旋星系，距離約4,100萬光年。M109是M109星系團中最大的星系，梅西耶108與之伴隨。M109可以經由小望遠鏡在距天璣（北斗三，大熊座γ）40'，方位角120º的地方找到。

## 歷史和名稱
梅西耶109由皮埃尔·梅尚在1781年發現，查理斯·梅西耶在1783年將他編入目錄中。 
在1920至1950年代之間被正式認可的梅西耶天體只有103個，在稍後年代中這些新增加的才被廣泛接受。大衛·李維 （David Levy）提及現代的110個天體，當時帕特里克·穆爾爵士提供最原始的104個天體，並列出了M105-M109作為附錄。到了1970年代晚期至今，梅西耶天體就以110個的總數被天文學家普遍的使用。

## 一般資料
M109是棒旋星系的標準樣本，2005年我們的銀河系被証實是與M109星系類似。
M109 有三個伴星系（UGC 6923、UGC 6940和UGC 6969），觀測發現M109與其伴星系有明顯氫譜線，並且可能有更多的譜線會在更詳細的觀測中顯現出來。M109的H I分佈是規則的以低階輻射形狀延伸至星盤外，在棒狀區域則很明確。在中心的HⅠ呈現空洞的分布，可能是棒狀結構傳輸了大量氣體，或是在過去發生的堆積事件未能在中心累積大量的氣體才產生的空洞。

在1956年3月，M109內星系的東南方的超新星SN 1956 A被發現。光度由發現時的12.8等增至最亮時的12.3等。這是顆1a型超新星，也是迄今在M109中發現的唯一一顆超新星。

## 外部連結
- . SEDS.   [2006-11-02]. （原始内容存档于2006-09-27）.
- . Astrophysics.   [2006-11-02]. （原始内容存档于2020-08-04）.
- . ESO.   [2006-11-02]. （原始内容存档于2020-12-02）.